# Ligne 11 du tramway de Riga

La ligne 11 du tramway de Riga (en letton : 11. tramvaju maršruts) est une ligne du tramway de Riga en Lettonie.

## Présentation
La ligne de tramway 11 est une ligne de tramway des transports publics de Riga qui relie Ausekļa ielas à Mežaparks.
La longueur totale de la ligne 11 du tramway est de 20,262 km. 
La longueur du parcours dans le sens rue Ausekļa iela - Mežaparks est de 10,293 km, tandis que la longueur totale de la direction Mežaparks - Ausekļa ielas est de 9,969 km.
Six tramways circulaient sur la 11ème ligne de tramway en semaine et 8 tramways le week-end (en juin 2022). La 11ème ligne de tramway est desservie par le 5ème dépôt de tramway de la RP SIA Rīgas satiksme (lv).

## Parcours
Dans le sens Ausekļa iela — Mežaparks les rames empruntent les rues: Ausekļa iela, Kronvalda bulvāris, Zigfrīda Annas Meierovica bulvāris, Aspazijas bulvāris, Kr. Barona iela, Matīsa iela, Miera iela, Brasas tilts, Gaujas iela, Ķīšezera iela, Kokneses prospekts et Meža prospekts.
Dans le sens Mežaparks — Ausekļa iela les rames empruntent les rues: Meža prospekts, Kokneses prospekts, Ķīšezera iela, Gaujas iela, Brasas tilts, Miera iela, Matīsa iela, Kr. Barona iela, Aspazijas bulvāris, Zigfrīda Annas Meierovica bulvāris et Kronvalda bulvāris.

## Arrêts
La ligne de tramway 11 compte au total 45 arrêts. Dans le sens Ausekļa iela — Mežaparks il y a 22 arrêts. Dans le sens Mežaparks — Ausekļa iela il y a 23 arrêts.
| N° | Arrêts                                 |
| -- | -------------------------------------- |
| 1  | Kronvalda bulvāris                     |
| 2  | Nacionālais teātris                    |
| 3  | Nacionālā opera                        |
| 4  | Merķeļa iela                           |
| 5  | Dzirnavu iela                          |
| 6  | Ģertrūdes iela                         |
| 7  | Bērnu pasaule                          |
| 8  | Brīvības iela                          |
| 9  | Laima                                  |
| 10 | Tallinas iela / Rīgas dzemdību nams    |
| 11 | Mēness iela                            |
| 12 | Kazarmu iela / Lielie kapi             |
| 13 | Brasas stacija                         |
| 14 | Brāļu kapi                             |
| 15 | 2. Meža kapi                           |
| 16 | Gaujas iela                            |
| 17 | Rusova iela / Valsts ieņēmumu dienests |
| 18 | M. Ķempes iela                         |
| 19 | Hamburgas iela                         |
| 20 | Visbijas prospekts                     |
| 21 | Mežaparks / Zoo                        |
| 22 | Ezermalas iela                         |

| N° | Arrêts                                 |
| -- | -------------------------------------- |
| 1  | Ezermalas iela                         |
| 2  | Mežaparks / Zoo                        |
| 3  | Visbijas prospekts                     |
| 4  | Hamburgas iela                         |
| 5  | M. Ķempes iela                         |
| 6  | Rusova iela / Valsts ieņēmumu dienests |
| 7  | Gaujas iela                            |
| 8  | 2. Meža kapi                           |
| 9  | Brāļu kapi                             |
| 10 | Brasas stacija                         |
| 11 | Kazarmu iela / Lielie kapi             |
| 12 | Ēveles iela                            |
| 13 | Tallinas iela / Rīgas dzemdību nams    |
| 14 | Laima                                  |
| 15 | Brīvības iela                          |
| 16 | Bērnu pasaule                          |
| 17 | Ģertrūdes iela                         |
| 18 | Dzirnavu iela                          |
| 19 | Merķeļa iela                           |
| 20 | Aspazijas bulvāris                     |
| 21 | Nacionālā opera                        |
| 22 | Nacionālais teātris                    |
| 23 | Ausekļa iela                           |

## Galerie

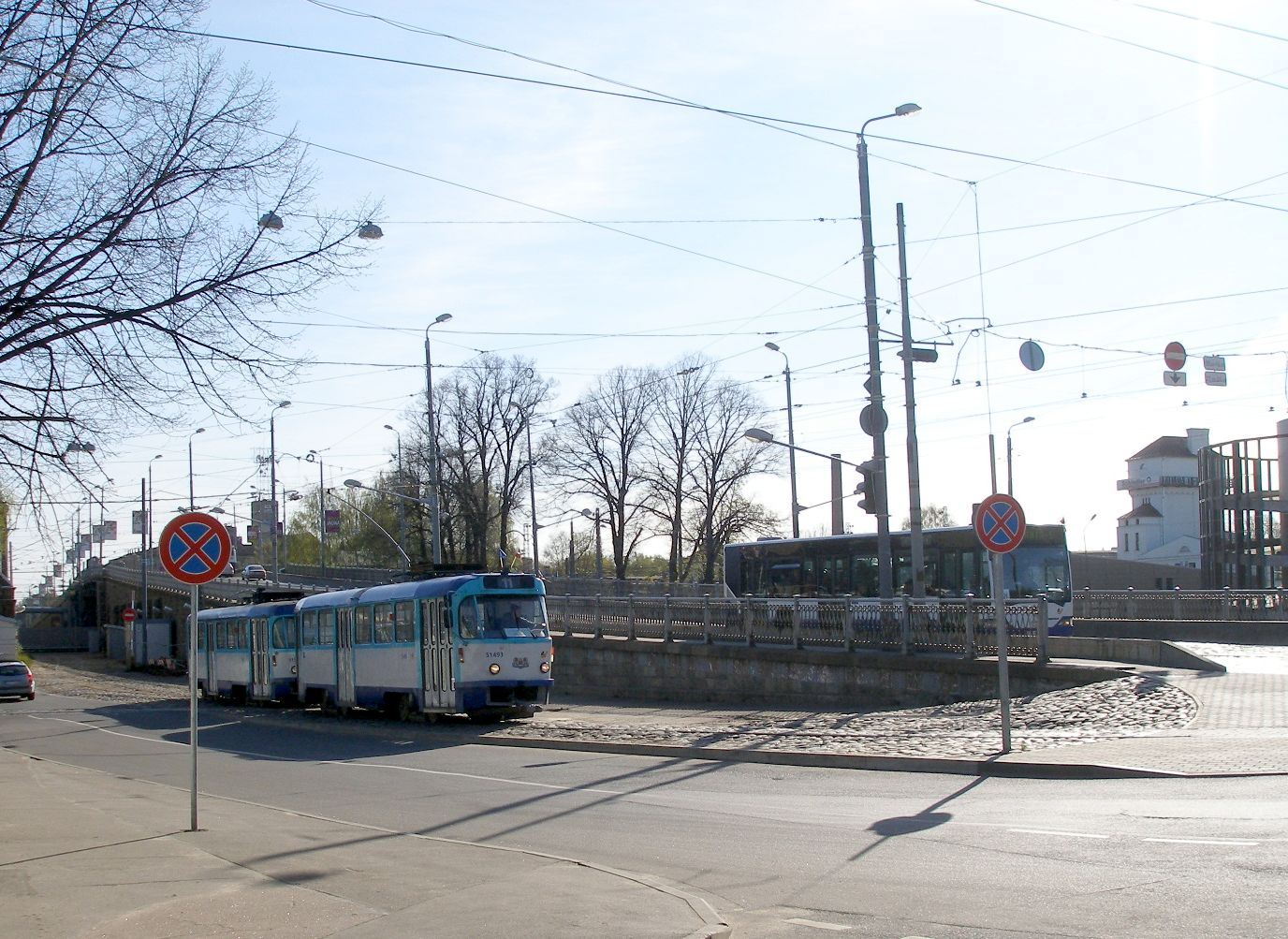
Dépôt de tramway de Brīvības ielā.
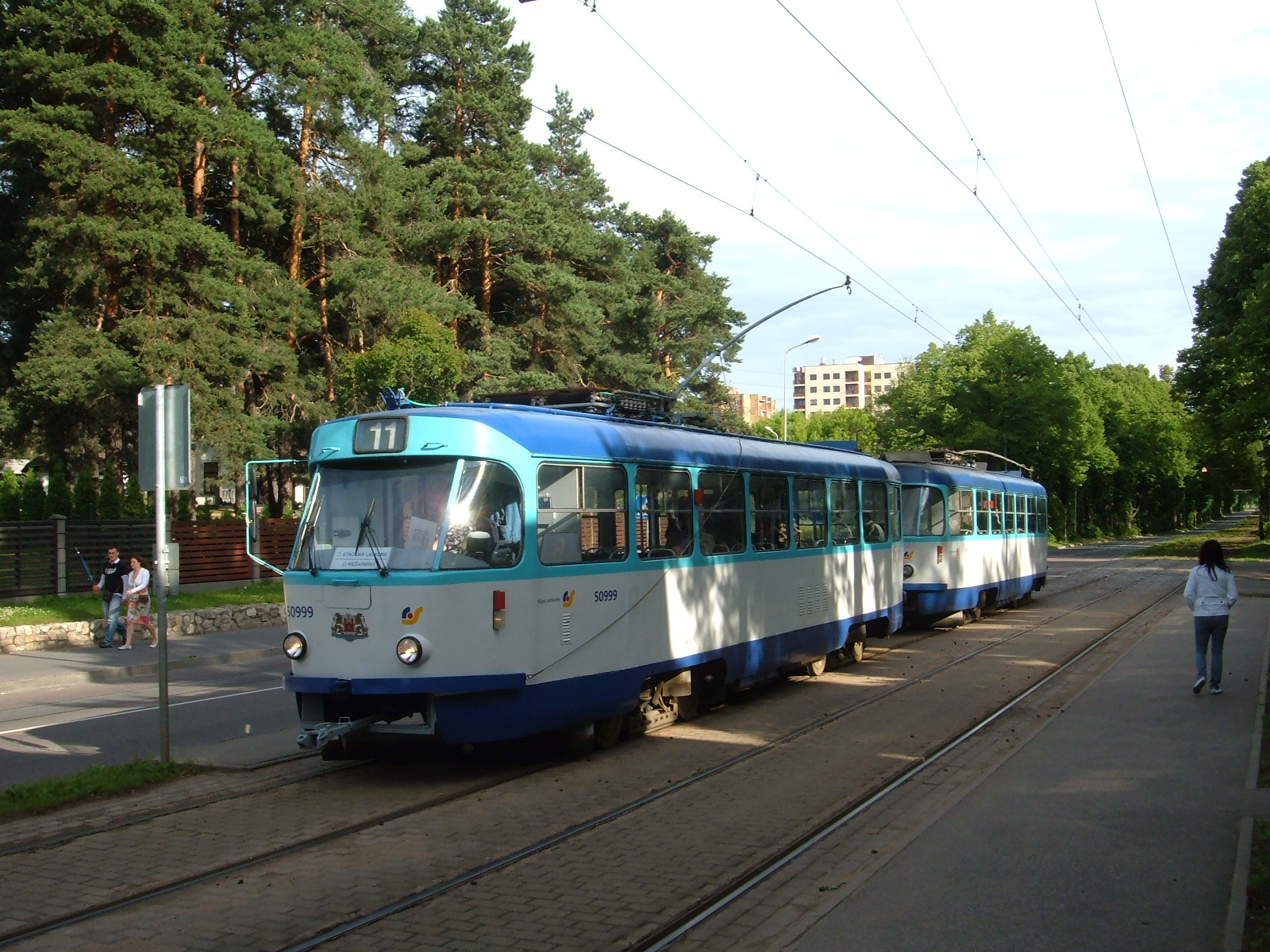
Mežaparks.
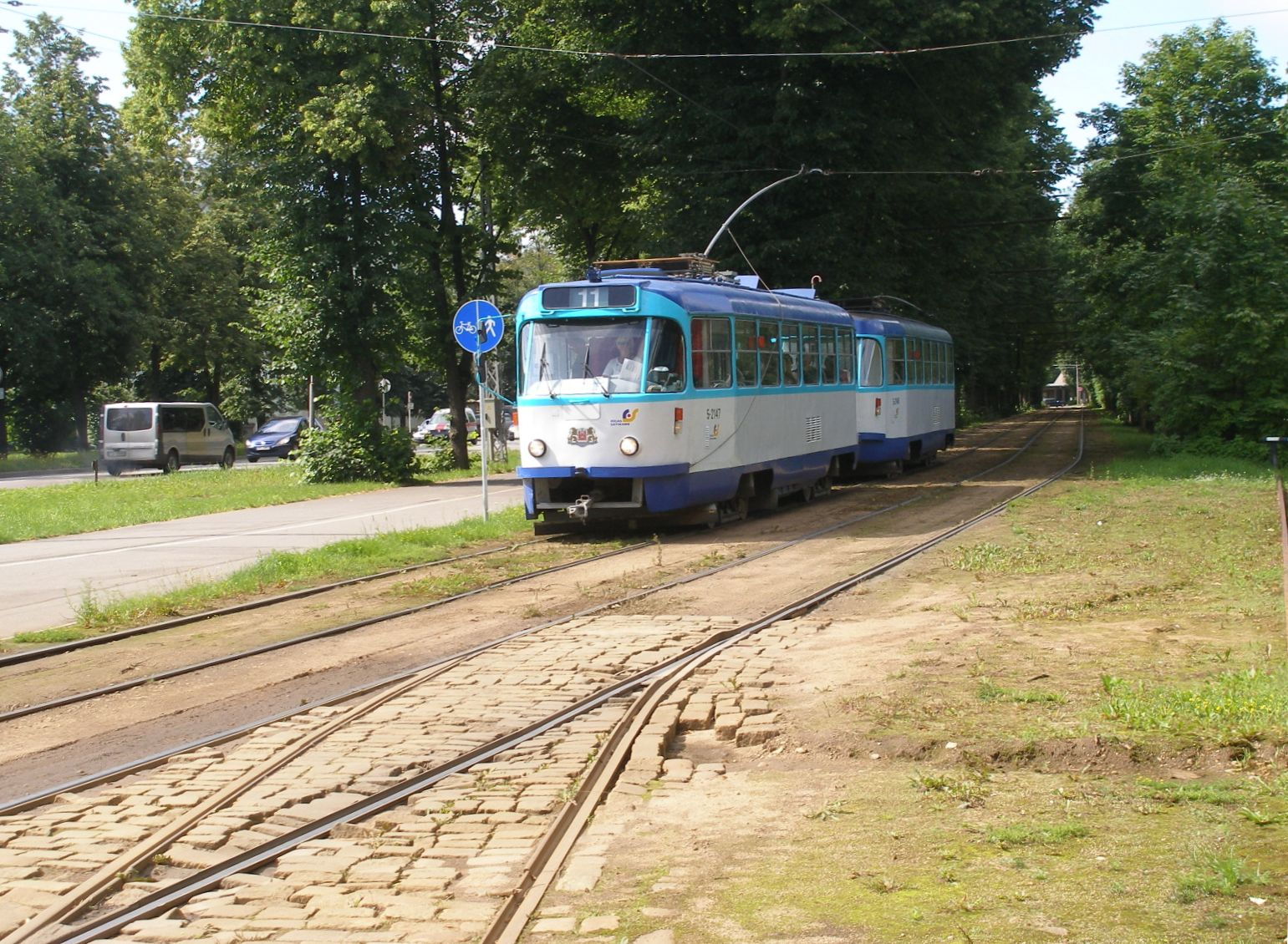
2. Meža kapiem.